# Evangelisch Lutherse kerk (Heerlen)
De Evangelisch Lutherse kerk is een kerkgebouw in de wijk Schandelen in de gemeente Heerlen in de Nederlandse provincie Limburg. De kerk staat op de hoek van de Vijgenweg met de Meezenbroekerweg.
De kerk wordt gebruikt door de Evangelisch-Lutherse Kerk.

## Geschiedenis
In 1960-1961 werd de kerk gebouwd naar het ontwerp van architect F.H. Meijer.

## Opbouw
Het kerkgebouw is een zeszijdige centraalbouw met zeszijdig tentdak en een lantaarn. De voorgevel bevat de ingang met daarboven een reliëf van het Chi-Rho-symbool met links een alfa-teken en rechts een omega-teken.
Het interieur is wit. Boven de ingang bevindt zich het orgel.